# Tsidjé
Tsidjé je maleni gradić na otoku Grande Comore na Komorima. To je 29. grad po veličini na Komorima i 8. na Grande Comoreu.